# Ivan Paunić
Ivan Paunić (en serbe : Иван Паунић), né le 27 janvier 1987 à Belgrade, dans la République socialiste de Serbie, est un joueur serbe de basket-ball, évoluant au poste d'arrière.

## Carrière
En octobre 2014, Paunić rejoint le BK Astana et en décembre 2014, il signe un contrat avec le KK Budućnost Podgorica jusqu'à la fin de la saison.
En août 2021, Paunić prolonge d'une saison son contrat avec le Lokomotiv Kouban-Krasnodar.

### Palmarès
- Finaliste du championnat d'Europe 2009
- Champion d'Europe des 18 ans et moins 2005